# Chiruromys
Chiruromys é um gênero de roedores da família Muridae.

## Espécies
- Chiruromys forbesi Thomas, 1888
- Chiruromys lamia (Thomas, 1897)
- Chiruromys vates (Thomas, 1908)